# YoDa
Felipe Piller Noronha (São Paulo, 16 de setembro de 1995), mais conhecido por seu apelido online YoDa é um streamer, empresário, filantropo e ex-jogador profissional de League of Legends. YoDa já disputou o Campeonato Brasileiro de League of Legends por diversas equipes, incluindo a RED Canids, onde venceu a primeira etapa de 2017 como reserva, porém com significativa participação na semifinal e na final, e se classificou para o Mid-Season Invitational de 2017, campeonato internacional disputado no Brasil. Como streamer, atualmente é o líder brasileiro de audiência e um dos cinco maiores do mundo, transmitindo pela plataforma Twitch partidas de League of Legends para um público de, em média, 30 mil pessoas. Além disso, fundou a SehLoiro Network, rede de streamers e criadores de conteúdo digital, o programa YoTalkShow, e também criou uma marca de roupas e acessórios voltados ao público gamer.

## Início de vida
Felipe Piller Noronha nasceu no dia 16 de setembro de 1995, em Santana, distrito de São Paulo. Filho de pais militares, Felipe tinha o sonho de se tornar aviador quando criança. Felipe também tinha uma carreira de nadador antes de entrar no mundo dos jogos e streaming, e inclusive já foi patrocinado por Fernando Scherer. Disputou competições esportivas e chegou a prestar concursos públicos para o exército, mas se viu interessado em arriscar à vida de streamer e pro player.

## Carreira

### Streamer
YoDa começou a fazer streams, transmissões ao vivo de jogos, quando defendia a equipe amadora Legends BR, em 2014. Com os R$ 900,00 que ganhou numa competição e cerca de R$ 600,00 que tinha guardado, comprou um computador capaz de streamar. À época, recebeu divulgação da página Legends BR e divulgava sua stream como "a melhor Katarina [seu principal campeão no jogo] do mundo", pois liderava o ranking de proficiência com a personagem no site LoLKing.
Seu nick original era Stoned YoDa, mas ele precisou alterá-lo antes de participar de campeonatos oficiais de League of Legends. Segundo a Riot Games, o termo "Stoned" (algo como "Chapado", em português) fazia apologia ao uso de drogas.
Quando seu canal possuía cerca de 3 mil espectadores concomitantes nas transmissões, YoDa lançou um "desafio": se atingisse 10 mil viewers, pintaria o cabelo de loiro. Com isso, seus seguidores passaram a divulgar seu canal até que a marca foi atingida. A aposta foi cumprida e YoDa efetivamente pintou o cabelo e o mantém tingido até hoje. Após isso, surgiu o bordão "SehLoiro", mistura de "você é louco?" com "loiro". Além disso, YoDa possui outros bordões de sucesso, como "fon", "ÉOQ" e "hiiii", "vem pro duelo", "Circo de Soled", "trab" (e "trabson", frequentemente dito como "aqui é trab"). Suas campeãs favoritas, Cassiopeia, Orianna e Katarina, são apelidadas de Cassioloira, Oriyoda e Kataprima. Seu canal na plataforma Twitch já atingiu mais de 100 milhões de visitantes e possui mais de 1 milhão de seguidores assiduos.
Em 2017, YoDa estreou o seu novo projeto "YoTalkShow", que é um talk show na Twitch com alguns quadros inventados por ele e algumas paródias de outros programas, como o "Depois do Nexus" da Riot Games, que acabou virando "Depois da Noia" no talk show, e no programa de estreia, após os quadros, durante sua entrevista com Gabriel "Kami" Bohm, YoDa atingiu a marca de 114 mil espectadores simultâneos, colocando a # do programa em primeiro lugar no trend topics do Twitter e quebrando o recorde de audiência da plataforma de stream no Brasil (que pertencia a ele mesmo, e era por volta de 40mil espectadores). Em apenas 3 horas após ser criado, o canal do “YoTalkShow” chegou a ultrapassar os 114 mil inscritos no Youtube.
A SehLoiro Network, rede de streamers e "influenciadores" gamers, tem entre seus membros o analista Guilherme Tixinha Cheida e o narrador Diego Toboco Pereira, ambos participantes da transmissão oficial da Riot Games Brasil e Daniel Daniels Marcon, streamer e reserva da INTZ.
YoDa concorreu ao Prêmio eSports Brasil 2017 nas categorias Personalidade do Ano, Melhor Streamer e Craque da Galera, e ganhou os três prêmios aos quais concorreu.
Yoda já bateu diversas marcas na Twitch, virou professor e idealizador de cursos profissionalizantes na Live Arena. Durante a quarenta, começou a dar aula grátis do curso de criação de conteúdo (como ser streamer e youtuber) no Senac EAD.

### Carreira competitiva
YoDa entrou no cenário competitivo de League of Legends disputando os antigos Go4LoL, torneios mensais que equivaliam a uma segunda divisão brasileira. Estreou competitivamente por Kaov Carregador, equipe amadora que passou a se chamar Legends BR, e conseguiu vaga para disputar a segunda etapa do CBLoL de 2014, a Final Regional. YoDa ajudou a fundar a IMP e-Sports quando sua antiga equipe cessou suas atividades.
Em abril de 2015, já com grande sucesso como streamer, foi contratado para a rota do meio da CNB após ser escolhido num processo seletivo. Estreando no novo formato do Campeonato Brasileiro de League of Legends, defendeu a CNB na segunda etapa de 2015 e na primeira etapa de 2016. No primeiro split de YoDa, sua equipe foi semifinalista. Na pós-temporada de 2015, torneio mata-mata entre as equipes do CBLoL, a CNB foi semifinalista e eliminada pela campeã INTZ. Na etapa seguinte, apesar de certo favoritismo, a CNB passou as primeiras quatro semanas sem vencer sequer uma partida. YoDa, com desempenho fortemente contestado, foi substituído por Guilherme Vash Del Buono. Após recusar proposta de se manter como reserva, mas fora das atividades diárias da equipe e de sua gaming house (casa em que moram os jogadores), YoDa foi dispensado dos blumers. Pouco depois, juntou-se provisoriamente à Ilha da Macacada Gaming, a fim de ajudar a equipe derivada de um grupo de Facebook a conquistar uma vaga no Circuito Desafiante, nova segunda divisão do League of Legends Brasileiro, mas a Ilha foi eliminada pela CNB Infinity.
Para a segunda etapa de 2016, YoDa foi contratado pela RED Canids, mas para atuar em ofício distinto do qual sempre se destacara: a selva. Seu desempenho na função foi contestado e a equipe amargou a penúltima colocação no campeonato, à frente apenas da Big Gods, que sofrera punição de -16 pontos no início da competição por inscrição irregular de atletas (a RED Canids, por sua vez, sofrera punição menor, de -6 pontos). No entanto, a equipe venceu a própria Big Gods o Team Genesis na Série de Promoção e manteve-se na elite do League of Legends brasileiro.
Em 2017, YoDa continuou na RED Canids, mas foi movido para reserva. A Matilha trouxe diversos reforços para a disputa: Leonardo "Robo" Souza e Carlos "Nappon" Rücker, vindos da KeyD Stars, assumiram o topo e a selva, respectivamente, Gabriel "Tockers" Claumann veio da então tricampeã brasileira INTZ e-Sports para assumir a rota do meio e o então bicampeão brasileiro Felipe "brTT" Gonçalves foi trazido da Pain Gaming para ser o novo atirador da equipe. O holandês Fayan"Gevous"Pertijs foi trazido como técnico. Apenas o suporte francês Hugo Dioud Padioleau manteve-se no elenco titular. Bruno "Brucer" Pereira, então mid laner titular, foi movido para a reserva, mas não permaneceu sequer na gaming house. Coube a YoDa ser o reserva imediato de Tockers. Na primeira fase do split, YoDa não atuou em nenhum dos jogos. A RED Canids, após liderar a maior parte do torneio, acabou em segundo lugar, classificando-se para as semifinais para confronto contra a Pain. Por conta de tendinite aguda do titular Tockers, eleito pela equipe de transmissão do jogo o melhor player do campeonato, YoDa teve de assumir a rota do meio, onde não jogava competitivamente há mais de um ano, sendo avisado com apenas 24 horas de antecedência. Contudo, YoDa foi decisivo na série melhor de cinco para garantir a vitória por 3 a 1 contra a equipe Pain Gaming. Na grande final, em série contra a KeyD Stars, YoDa atuou apenas no primeiro jogo, sendo substituído por Tockers nos dois jogos seguintes. A RED venceu as três partidas e sagrou-se campeã do split, garantindo vaga na fase de entrada do Mid-Season Invitational, primeiro torneio mundial organizado pela Riot no Brasil. Na série, a filosofia de "sete titulares" foi adotada por Gevous: Gustavo Sacyr Rossi, titular em 2016 que não jogara nenhuma partida em 2017, estreou na segunda partida da final e foi mantido para a terceira. Gevous, no entanto, deixou a equipe pouco após o CBLoL e foi substituído pelo israelense Ram "Brokenshard" Djemal. Antes mesmo do MSI, após a chegada das equipes estrangeiras ao Brasil, YoDa foi punido pela Riot Games por xenofobia por causa do tweet "Ja passei gritando Flango no quarto de hotel dos japoronga aqui e BR full trab flw". Foi suspenso por tal atitude pelos primeiros três jogos da competição e multado em US$ 2.000,00. Durante a sua suspensão, a RED Canids venceu os dois primeiros jogos, mas perdeu o terceiro contra a equipe turca SuperMassive Gaming, rival direta na disputa pela única vaga para a fase seguinte da competição. No quarto jogo, os brasileiros venceram a japonesa Rampage, mas, ainda sem YoDa, sofreram uma derrota para a Dire Wolves, agremiação da Oceania que acabou sendo a penúltima colocada do grupo e foram eliminados do torneio. YoDa estreou somente na última partida, justamente contra a já classificada SuperMassive Gaming, mas a equipe conseguiu a vitória de honra.
Em maio de 2017, pouco após a sua primeira participação em uma competição internacional por equipes, YoDa rescindiu seu contrato com a RED Canids e decidiu interromper a carreira para dedicar-se integralmente à carreira de streamer e ao entretenimento, alegando estar cansado da rotina estrita de e-atleta.
Em competições 1x1, YoDa foi vice-campeão do Red Bull Player One de 2015 e semifinalista na edição de 2016. Em dezembro de 2017 no evento CCXP 2017, foi anunciada a equipe da Submarino Stars e também a volta de YoDa para o competitivo de League of Legends.

## Empreendedorismo e filantropia

### SehLoiro
Em abril de 2015 Felipe fundou uma empresa (que recebe o nome de um de seus bordões; pronúncia: céloiro), a SehLoiro (também conhecida pela sigla SL), uma empresa criada para "centralizar" os seus projetos. A empresa de Yoda tem como compromisso a preocupação com as pessoas, envolvendo-se em questões ligadas à responsabilidade social, cultural, educacional e à valorização do ser humano, criando projetos sociais dentro da comunidade gamer. Entre os projetos da SehLoiro estão "YoGamers do Bem", "YoTalk Show", "Futebol dos Streamers" e outros.

### YoGamers do Bem
YoGamers do Bem (YGB) é um dos projetos sociais beneficentes criado por Yoda a partir de sua empresa "SehLoiro". O YoGamers do Bem tem como objetivo a transformação sociocultural e educacional através dos jogos eletrônicos. Em abril de 2019, em parceria com a Fundação Cultural Chico Xavier, as Secretarias de Educação e Cultura de Pedro Leopoldo, Lagoa Santa e Confins e juntamente com o Aeroporto Internacional de Belo Horizonte, a SL inaugurou a primeira sala do projeto em Minas Gerais, para atender as crianças das três cidades citadas. As salas são equipadas com computadores de última geração e o projeto provê materiais como cadernos escolares, vestuários e acessórios.

"O game ajuda intuitivamente a criança ou adolescente a tomar decisões, a querer se superar, de melhorar dentro do jogo. Te coloca em situações em que vai se frustrar, mas também vai se dar bem. Sempre foi minha meta pessoal, antes mesmo de ser conhecido como YoDa, de ajudar o próximo (...) O projeto vem para apresentar o universo de games para estes alunos. Dos 80 participantes, apenas quatro tinham computadores em casa."

Felipe Noronha em entrevista ao G1.
Um ano após a inauguração da primeira "sala gamer" em Minas gerais, foi criado também o Instituto YoGamers do Bem, uma instituição sem fins lucrativos que consolida ainda a missão e a meta do projeto YGB. O Instituto YoGamers do Bem tem como objetivo principal promover a inclusão digital, o conhecimento ao universo dos jogos eletrônicos e a transformação sociocultural de jovens de baixa renda de a partir de 10 anos de idade, matriculados em escolas públicas de Pedro Leopoldo, Lagoa Santa e Confins.
Através de atividades propostas, o instituto promove a reflexão sobre o valor da escola, a valorização da educação como um instrumento de humanização e de interação social. Propõe desafios, a busca de soluções para situações que se apresentam durante os jogos eletrônicos e que se aplicam na vida real. Promove o conhecimento às novas profissões "gamers", incentiva a curiosidade, a criatividade, iniciativa e autoconfiança. Desenvolve a linguagem, a disciplina, fortalece a relação familiar e promove a inclusão digital. Participando do projeto quarenta crianças de Pedro Leopoldo, vinte crianças de Confins e vinte crianças de Lagoa Santa. O personagem chamado "Yodinha" é a marca do projeto e do instituto, uma versão caricata de Felipe Noronha.
Todas doações recebidas durante as streams de Felipe Noronha são redirecionadas ao instituto. Além disso, existem dias especiais na semana onde são realizadas transmissões beneficentes focadas apenas em doações para o instituto, onde existe uma meta a alcançar e pessoas doam quantias generosas enquanto participam da transmissão com o streamer.

Assim como o game transformou minha vida, quero fazer o mesmo pela vida das pessoas. Mais do que tudo, o game traz consigo aspectos que ajudam no desenvolvimento das pessoas, como estratégia, concentração e resiliência para chegar às próximas fases. A inclusão que o game proporciona, permite a socialização entre toda comunidade de diversas partes do mundo.— Felipe Noronha

### Futebol dosStreamers
Em 24 de novembro de 2019, Felipe Noronha realizou mais um de seus projetos sociais, o Futebol dos Streamers. Dividido entre "Time YoDa x Time brTT", o campeonato contou com personalidades do cenário de esports e do meio streaming como Rafael "Rakin" Knittel, Thiago "Calango", João "Jovirone", Camilota XP e muitos outros. O campeonato foi transmitido ao vivo para cerca de 320 mil pessoas e as doações arrecadas na transmissão foram redirecionadas ao YGB. As pessoas que estavam assistindo a transmissão ficaram responsáveis pelo VAR. Este projeto arrecadou cerca de 20 mil reais para o YGB. O valor arrecadado com as doações feitas por aqueles que assistiram a stream do Futebol dos Streamers sofreu um incremento pois as personalidades que participaram do amistoso beneficente também doaram. De acordo com a chefe de operações da SehLoiro e mãe de Felipe, Adriana Noronha, o valor arrecadado será utilizado para “as melhorias necessárias para a manutenção e melhorias da sala YoGamers do Bem. Muitas crianças serão beneficiadas por meio do acesso ao conhecimento, do desenvolvimento pessoal e intelectual e de sua transformação por meio dos games”. O evento contou com o apoio da HyperX, que além de premiar os jogadores, também reservou prêmios para os doadores que mais ajudaram com a causa. “Queria agradecer a todos os streamers e à nossa comunidade, que abraçaram o futebol dos streamers e a causa social. Muitos fizeram esse dia ser especial e inesquecível para o nosso cenário. Como sempre falo, o jogo transformou minha vida, e quero ajudar outras pessoas a alcançarem seus sonhos. Acredito que todo mundo pôde se divertir, em campo e pela transmissão. Espero que seja o primeiro de muitos”, disse YoDa.

### Doações de computadores
Em junho de 2017, Felipe Noronha doou um computador de último geração à um jogador. O jogador, chamado Dedec, caia algumas vezes com Yoda em suas partidas online, e acabou sendo convidado a participar da transmissão. Por áudio, Yoda e seu público conheceram um rapaz humilde que sonhava em se tornar um jogador profissional de League of Legends, mas que sofria com o preconceito de familiares em relação a videogames. A história de Dedec soou familiar não apenas para alguns espectadores, mas também para Yoda. Yoda decidiu fazer algo sobre o caso e afirmou que ajudaria Dedec a conseguir um computador gamer caso ele ganhasse a partida que estavam jogando. Dedec venceu a partida e foi presentado por Yoda com um computador gamer. Em julho de 2019, um streamer da plataforma Twitch desafiou Felipe Noronha. André Schmidt, mais conhecido pelo apelido online "Surskity", realizou uma transmissão falando o apelido de Felipe Noronha, a palavra "Yoda", cem mil vezes. Caso ele alcançasse o resultado final, Yoda comentou que iria presentear Surskity com um computador novo. Mesmo com milhares de pessoas duvidando, Surskity conseguiu após mais de 12 horas repetindo YoDa sem parar. Felipe topou o desafio e presenteou o streamer com um computador de última geração. Surskity também tatuou o personagem "Yodinha" do YoGamers do Bem em homenagem ao desafio concluído. Surskity contou em uma rede social que resolveu realizar a homenagem ao streamer e que YoDa foi a única pessoa que pensou em ajudá-lo. "Eu estava com um PC ruim de R$600,00, fiquei desesperado, então pedi ajuda para a Red Canids Kalunga, e o YoDa disse que ajudaria", disse André em uma rede social.

### Ações contra a COVID-19
Em maio de 2020, Yoda realizou uma transmissão promovendo a campanha "#GamersEmCasa", com um desafio de eSports entre Brasil e Argentina. Em parceria com o streamer argentino Martin "Coscu", Yoda realizou jogos beneficentes de League of Legends em parceria com a HyperX, com duelos transmitidos pelos canais de ambos, que eram os capitães das equipes — com apenas brasileiros e argentinos nas respectivas escalações. A campanha foi promovida pelo Instituto YoGamers do Bem, em combate à COVID-19. Todas as doações foram destinadas para produção e doação de EPIs (Equipamento de proteção individual) aos profissionais da saúde da região do ABC paulista. A verba também foi voltada à confecção de máscaras de proteção para uso da população em geral. Na Argentina, as doações foram para o Hospital de Niños, na cidade de La Plata. Com o cancelamento do evento internacional Mid-Season Invitational, a Riot Games anunciou uma iniciativa no combate à pandemia do novo coronavírus, o Mid-Season Streamathon de League of Legends, uma maratona de diferentes confrontos ao redor do mundo. No Brasil, Yoda e Kami, foram líderes dos times de League e se enfrentaram na ação beneficente em 30 de maio de 2020. As doações arrecadadas serão distribuídas pela Riot Games Social Impact Fund para instituições do mundo inteiro voltadas ao combate do coronavírus. A Riot Games já doou mais de 4,5 milhões de dólares na luta à Pandemia de COVID-19.

## Prêmios e indicações
| Ano  | Organização           | Categoria            | Resultado | Ref.   |
| ---- | --------------------- | -------------------- | --------- | ------ |
| 2017 | Prêmio eSports Brasil | Personalidade do Ano | Venceu    | [ 54 ] |
| 2017 | Prêmio eSports Brasil | Melhor Streamer      | Venceu    | [ 54 ] |
| 2017 | Prêmio eSports Brasil | Craque da Galera     | Venceu    | [ 55 ] |
| 2018 | Prêmio eSports Brasil | Personalidade do Ano | Venceu    | [ 56 ] |
| 2018 | Prêmio eSports Brasil | Melhor Streamer      | Indicado  | [ 56 ] |
| 2019 | MTV Miaw              | Gamer do Ano         | Venceu    | [ 57 ] |
| 2019 | Prêmio eSports Brasil | Melhor Streamer      | Indicado  | [ 56 ] |
| 2019 | Prêmio eSports Brasil | Craque da Galera     | Indicado  | [ 56 ] |
| 2020 | Prêmio eSports Brasil | Personalidade do Ano | Indicado  | [ 58 ] |
| 2021 | Prêmio eSports Brasil | Personalidade do Ano | Indicado  | [ 59 ] |